# Ла Форчела (Фрозиноне)
Ла Форчела је насеље у Италији у округу Фрозиноне, региону Лацио.
Према процени из 2011. у насељу је живело 242 становника. Насеље се налази на надморској висини од 170 м.